# Tadeusz Brzeziński (dyplomata)
Tadeusz Brzeziński (ur. 21 lutego 1896 w Złoczowie, zm. 7 stycznia 1990 w Montrealu) – polski dyplomata i urzędnik konsularny.

## Życiorys
Syn Kazimierza (1866-1924, sędzia z Przemyśla) i Zofii z domu Woronieckiej (1866-1941). 1 września 1902 rozpoczął naukę w czteroletniej szkole ludowej w Radymnie. W związku z przeniesieniem ojca do pracy w Przemyślu tamże ukończył czwartą klasę w Szkole Ludowej im. Jana Kantego przy ul. Grunwaldzkiej. We wrześniu 1906 rozpoczął naukę w c.k. gimnazjum z polskim językiem wykładowym na przemyskim Zasaniu. W 1914 zdał maturę z wyróżnieniem, za co otrzymał – jako prymus – dyplom uznania. W latach 1914–1918 studiował na uniwersytetach w Wiedniu i Lwowie. 12 grudnia 1918 ukończył studia na Wydziale Prawa i Nauk Politycznych Uniwersytetu Lwowskiego.
Jako ochotnik 2 pułku Strzelców Lwowskich walczył w wojnie polsko-ukraińskiej (1918–1919), brał udział w Bitwie Warszawskiej w 1920. Na początku 1921 został zdemobilizowany.
Bezpośrednio po zakończeniu służby wojskowej podjął pracę w Prokuraturze Generalnej RP w Warszawie, a pod koniec 1921 został zatrudniony w polskiej służbie zagranicznej. Służył na placówkach w Essen (1921–1922), Lille (1928–1931), Lipsku (1931–1935), Charkowie (1936–1937). Pracując w Lipsku, zaangażował się w pomoc Żydom uwięzionym przez nazistów, pomagając im w emigracji. Za te działania został wpisany do „Złotej Księgi” Keren Keyemeth w Izraelu, a w 1978 premier Izraela Menachem Begin podziękował mu w oficjalnym liście.
W 1934 razem z muzykologiem, prof. Leopoldem Binentalem odkrył w archiwum wydawnictwa Breitkopf und Härtel zbiory rękopisów Fryderyka Chopina i jego portrety wykonane w postaci dagerotypów. Staraniem Brzezińskiego rząd Rzeczypospolitej w 1937 roku wykupił zbiory za cenę 100 tys. marek niemieckich (równowartość 200 tys. złotych polskich).
W 1938 został skierowany na placówkę konsularną do Kanady jako konsul generalny Polski w Montrealu. Po II wojnie światowej został w Kanadzie (obywatelstwo przyjął w 1951). Działał w Kongresie Polonii Kanadyjskiej, którego prezydentem był w latach 1952–1962. W 1956 zwołał zebranie Naczelnej Rady Kongresu, podczas którego uchwalono przeprowadzenie kampanii pod hasłem „Chleb dla Polski”. W ciągu kilku miesięcy zebrano 200 tys. dolarów i za pośrednictwem kardynała Stefana Wyszyńskiego przekazano głównie na lekarstwa i wsparcie szpitalnictwa. Dzięki zabiegom Brzezińskiego podjęto działania na rzecz rewindykacji wymagających konserwacji skarbów wawelskich, wywiezionych w pierwszych dniach wojny z Polski, które poprzez Rumunię, Francję, i Anglię dotarły do Kanady. Wśród nich był m.in. miecz koronacyjny królów Polski Szczerbiec. Działał również w Polskim Instytucie Naukowym w Kanadzie, organizując m.in. zjazd artystów, pisarzy i dziennikarzy, który odbył się w 1975 w Montrealu. Do emerytury pracował w Ministerstwie Kultury prowincji Quebec, pomagając w organizowaniu francuskojęzycznych ośrodków kultury w małych miastach.
Był żonaty z Leonią z domu Roman. Miał synów Zbigniewa (politolog, doradca ds. bezpieczeństwa narodowego prezydenta Stanów Zjednoczonych Jimmy’ego Cartera), Lecha (inżynier), Adama (zmarły przedwcześnie) oraz pasierba Jerzego Żylińskiego.

## Ordery i odznaczenia
- Medal Pamiątkowy Za Wojnę 1918–1921[5]
- Medal Dziesięciolecia Odzyskanej Niepodległości[5]
- Brązowy Medal za Długoletnią Służbę[5]

- Krzyż Komandorski Orderu Leopolda II (Belgia)[6]
- Krzyż Komandorski Orderu Narodowego Zasługi (Bułgaria)[7]
- Krzyż Komandorski Orderu Zasługi (Węgry)[8]
- Krzyż Komandorski Orderu Świętego Sawy (Jugosławia)[5]
- Krzyż Kawalerski Orderu Legii Honorowej (Francja)[5]